# 卡特里娜·麦克莱恩
卡特里娜·麦克莱恩（英語：Katrina McClain，1965年9月19日—），美国女子篮球运动员。她曾代表美国队参加3届夏季奥运会女子篮球比赛，获得2枚金牌和1枚铜牌。她也参加过3届女子篮球世锦赛，同样收获2枚金牌和1枚铜牌。